# Tom Söderberg
Tom Gunnar Söderberg, född 25 augusti 1987 i Borgs församling i Norrköping, är en svensk före detta fotbollsspelare. Även hans yngre bror, Ole Söderberg, är fotbollsspelare.
Han har spelat en match för det svenska fotbollslandslaget.

## Karriär

### Tidig karriär
Söderberg är född i Norrköping. När han var sex år flyttade familjen till norska Stavanger, där Söderberg började spela fotboll i Viking Stavanger. Sex år senare flyttade familjen till Göteborg, där det blev spel i Backa IF. Som 14-åring gick han över till BK Häcken.

### BK Häcken
Söderberg skrev i februari 2007 på sitt första A-lagskontrakt med BK Häcken. Han debuterade för klubben i Superettan 2007. Söderberg spelade totalt 93 ligamatcher och gjorde nio mål för Häcken mellan 2007 och 2012.

### IF Elfsborg och utlåningar
I september 2012 blev Söderberg klar för IF Elfsborg, och anslöt till klubben i januari 2013 på ett treårskontrakt. I januari 2014 lånades han ut till grekiska Apollon Smyrnis fram till sista juni. I juli 2014 lånades han ut till norska Sogndal för resten av säsongen.

### Återkomst i BK Häcken
I mars 2015 blev Söderberg klar för en återkomst i BK Häcken. Det blev dock inget spel i A-laget under säsongen 2015 som Söderberg istället fick tillbringa på att rehabilitera sig från en skada.

### Dalkurd FF och karriäravslut
I februari 2016 värvades Söderberg av Dalkurd FF, där han skrev på ett ettårskontrakt.
2017 meddelade Söderberg att han avslutar fotbollskarriären.